# Michał Chyliński (dziennikarz)
Michał Chyliński herbu Jastrzębiec (ur. 1853 w Stanisławowie, zm. 18 czerwca 1925) – polski dziennikarz, polityk.

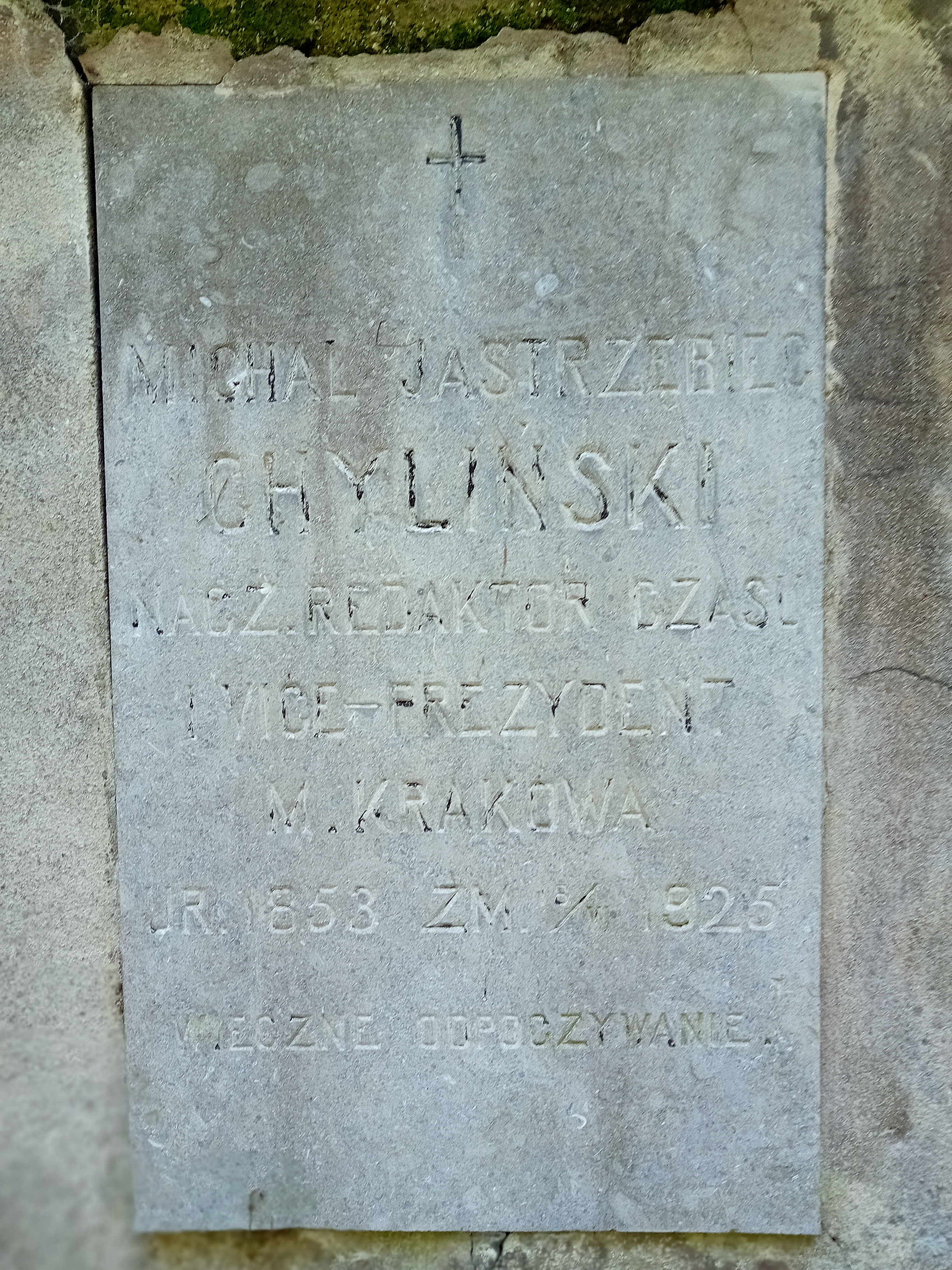
Tablica nagrobna Michała Chylińskiego

## Życiorys
Urodził się w 1853 w Stanisławowie. Został dziennikarzem. Był synem Wojciecha Chylińskiego (zm. 1893) z miejscowości Michalcze, bratem Antoniego (ksiądz proboszcz rzymskokatolicki tamże) i Kajetana (sędzia).
W C. K. Armii w latach od około 1873 do około 1882 był rezerwowym akcesistą w grupie urzędników wojskowych zaopatrzenia żywnościowego. Następnie został przeniesiony do C. K. Obronie Krajowej i od około 1882 do około 1885 jako akcesista w grupie nieaktywnych urzędników zaopatrzenia żywnościowego obrony krajowej posiadał przydział do Galicyjskiego batalionu piechoty obrony krajowej nr 52 w Krakowie.
Studiował na Wydziale Filozoficznym Uniwersytetu Lwowskiego. Został nauczycielem i pracował w Gimnazjum św. Anny w Krakowie. W szkole uczył do roku szkolnego 1882/1883 włącznie w randze zastępcy nauczyciela (i jako członek Komisji Historycznej Akademii Umiejętności), wykładając język polski, historię powszechną, geografię i dzieje kraju rodzinnego. Równolegle rozwijał działalność literacką i w tym okresie wydano jego rozprawy przeznaczone dla szkół średnich: Kołłątaj wobec targowicy, Scholastyczna epoka literatury polskiej, Historia polska. Zrzekł się posady w gimnazjum, „aby móc poświęcić się publicystyce”.
Od 1883 do 1903 był redaktorem naczelnym krakowskiego dziennika „Czas”. Pełnił funkcję wiceprezesa Towarzystwa Dziennikarzy Polskich we Lwowie. Sprawował mandat radnego rady miejskiej Krakowa z ramienia stronnictwa konserwatystów. Był wiceprezydentem Krakowa od 1903 do 1906. Po wyborze na urząd prezydenta Krakowa Juliusza Leo (1904) w połowie 1905 został wybrany I wiceprezydentem Krakowa, wchodząc do prezydium miasta Krakowa z ramienia stronnictwa konserwatystów – wspólnie z prezydentem Leo i Józefem Sare tj. II wiceprezydentem. Po przejściu Leo i Sare do grona lewicy, Chyliński złożył rezygnację ze stanowiska I wiceprezydenta. Następnie objął stanowisko redaktora „Gazety Lwowskiej” po Adamie Krechowieckim. Zmarł 18 czerwca 1925. Został pochowany na cmentarzu Rakowickim w Krakowie.
Był żonaty z Anną z domu Rosner (córka prof. Antoniego Rosnera), z którą miał synów Adama i Wojciecha.